# Sonja Bongers
Sonja Bongers (* 13. Mai 1976 in Oberhausen) ist eine deutsche Politikerin der SPD und seit 2017 Abgeordnete im Landtag von Nordrhein-Westfalen.

## Leben
Nach dem Abitur 1995 nahm Bongers ein Studium der Rechtswissenschaft an der Ruhr-Universität Bochum auf, das sie 2001 mit dem Ersten Staatsexamen abschloss. Von 2002 bis zur Ablegung des Zweiten Staatsexamens 2004 absolvierte sie den juristischen Vorbereitungsdienst beim Landgericht Duisburg. 2004 erhielt sie die Zulassung als Rechtsanwältin und ist seither selbständig in Oberhausen tätig.
Bongers trat 1995 in die SPD ein. 2015 wurde sie zur stellvertretenden Vorsitzenden des SPD-Unterbezirks Oberhausen gewählt.
Bongers ist seit 2009 Ratsfrau der Stadt Oberhausen. Sie war ab 2016 stellvertretende Fraktionsvorsitzende und wurde 2019 als Nachfolgerin von Wolfgang Große Brömer zur Fraktionsvorsitzenden der SPD im Rat gewählt. Bei den Landtagswahlen 2017 und 2022 wurde sie jeweils direkt im Landtagswahlkreis Oberhausen I in den Landtag von Nordrhein-Westfalen gewählt. Das Direktmandat gewann sie 2017 mit 41,5 und 2022 mit 40,3 Prozent der Erststimmen.